# Université Goce-Delčev
 (avril 2021).
Si vous disposez d'ouvrages ou d'articles de référence ou si vous connaissez des sites web de qualité traitant du thème abordé ici, merci de compléter l'article en donnant les références utiles à sa vérifiabilité et en les liant à la section « Notes et références ».
L'université Goce-Delčev de Štip (en macédonien : Универзитет Гоце Делчев Штип) est une université publique de la Macédoine du Nord. Elle intègre treize facultés, organisées en trois campus universitaires. L'enseignement se réalise dans les centres d'enseignement dispersés dans douze villes de Macédoine du Nord.

## Histoire
L'université Goce-Delčev a été fondée par le Parlement de la République de Macédoine le 27 mars 2007, et est alors implantée dans 12 villes macédoniennes : Štip, Strumica, Kočani, Radoviche, Probishtip, Vinitsa, Sveti Nikole, Gevgelia, Kavadarci, Prilep, Berovo et Skopje. La première réunion constitutive du Sénat de l'université a eu lieu le 28 juin 2007, dans l'amphithéâtre de la Faculté de l'éducation et de la Faculté des Mines, de la Géologie et Polytechnique.
En présence du secrétaire d'État de l'éducation Pero Stojanovski et de certains membres du comité de l'université Goce-Delčev, des représentants des étudiants, des enseignants et assistants, ainsi que des citoyens de la ville de Štip, le Sénat de l'université a voté à l'unanimité le recteur de l'université - professeur Sasha Mitrev professeur de génie agricole.
Dans la première année d'études se sont inscrits 1 300 d’étudiants dans sept écoles et un lycée comme suit : Faculté de Droit, Faculté d'économie, Faculté d'éducation (désormais la Faculté des sciences de l'éducation), Faculté des Mines et de la Géologie Polytechnique, Faculté de l'Agriculture, Faculté d'Informatique, Faculté de Musique et la  Haute École de santé. A la rentrée 2008, l'établissement voit s'ouvrir 6 nouvelles facultés : médecine, philologie, génie électrique et de génie mécanique, technologique et technique, ainsi que tourisme et de la logistique d'affaires.

## Organisation et unités d’organisation
L’université se compose d'écoles publiques, c'est-à-dire d’unités qui effectuent de la recherche scientifique et l'enseignement supérieur à tous les niveaux de l'enseignement supérieur.

## Bureau du recteur (campus 1)
Le rectorat de l'université où sont placés les organes les plus élevés, est situé à Stip. Les autorités de l'université sont : le Sénat de l’université, le recteur et le bureau du recteur.
Le Sénat de l'Université élit le recteur et le vice-recteur de l'Université. Le recteur conduit la réunion du Sénat de l'Université. Les vice-recteurs participent au Sénat, sans droit de vote. Le Sénat de l'Université adopte le Statut de l'Université, se prononce sur l'activité éducative, scientifique et artistique. En outre, le Sénat adopte le programme d'études des universités et des domaines scientifiques ou artistiques établis.

Le recteur de l’Université est Sasha Mitrev Phd (2007-)

Outre le recteur, en tant qu'organe administratif, l'université a trois vice-recteurs :
- Vice-recteur de l'enseignement : Emilia Janevikj – Ivanovska, Phd ;
- Vice-recteur pour la science : Blazo Boev, Phd ;
- Vice-recteur d'investissement financier et de développement : Kiril Barbareev, Phd.

Le nombre total d'employés de l'université Goce-Delčev à Štip est 438.

## Facultés
L'université Goce-Delčev à Štip organise des études spécialisées des premier, deuxième et troisième cycles d'études. Les unités au sein de l'université sont divisées en trois campus :

### Campus 2
- Faculté des sciences naturelles et techniques[6]
- Faculté d'agriculture[7]
- Faculté d'informatique[8]
- Faculté d'électrotechnique[9]
- Faculté de technologie et de technique[10]
- Faculté de génie mécanique[11]

### Campus 3
- Faculté de sciences médicales[12]

### Campus 4
- Faculté des sciences de l'éducation[13]
- Faculté d'Économie[14]
- Faculté de droit[15]
- Faculté de musique[16]
- Faculté de tourisme et logistique de business[17]
- Faculté de Philologie[18]

### D'autres unités
Outre ces unités sont organisées des instituts, centres, laboratoires, bibliothèques et d’autres unités organisationnelles internes, telles que :
- Centre de coopération interuniversitaire
- Centre d’apprentissage électronique
- Centre des relations publiques
- Centre d'assurance de la qualité
- Centre Culturel Universitaire
- Centre sportif universitaire
- Centre de TI
- Club des anciens
- Bibliothèque universitaire
- E-bibliothèque[20]
- Institut d'histoire et d'archéologie (INNIS), crée en septembre 2008 et dirigé par Cyril Cackov.
- Institut d'Architecture et de Design

## Coopération interuniversitaire
L’Université collabore avec de nombreuses institutions scientifiques et éducatives dans le pays et à l'étranger. La collaboration avec les universités à l'étranger est réalisée au sein des associations internationales et des réseaux universitaires, ainsi que des accords bilatéraux.

L'objectif est d'établir une coopération pour le développement et l'expansion des expériences scientifiques et professionnelles, la coopération scientifique et technique avec les établissements d'enseignement supérieur et de recherche nationaux et étrangers et l'exercice d'autres formes de coopération internationale.

L’université Goce-Delčev, en tant que membre du réseau Erasmus, permet aux étudiants de recevoir une bourse Erasmus. Le programme Erasmus permet d’envoyer et de recevoir des étudiants étrangers. Les étudiants Erasmus peuvent passer un ou deux semestres à l'une des universités européennes, où ils auront l'occasion d'apprendre la langue du pays dans lequel ils résident et à apprendre davantage sur leur culture. Les examens qui auront étudiants tout en restant à l'étranger seront comptabilisées conformément aux règles de l'ECTS.